# Philatelie (Zeitschrift)
Die philatelie ist die Mitgliederzeitschrift des Bundes Deutscher Philatelisten und eine philatelistische Fachzeitschrift.

## Geschichte
Auf der im Jahre 1948 in Celle abgehaltenen Jahreshauptversammlung des Bundes Deutscher Philatelisten (dem sogenannten Bundestag) wurde die Herausgabe eines verbandsinternen Mitteilungsblattes beschlossen. Im Januar 1949 erschien die erste Ausgabe der Bundes-Nachrichten (BN). Die BN (ab 1961: Bundesnachrichten) erschienen zunächst sporadisch mit meist nur vier Seiten. Im Laufe der Jahre wuchs der Umfang, sodass 1956 quartalsweise 12 Seiten im DIN-A5-Format erschienen, Anfang der 1960er-Jahre dann meist mit 24 bis 40 Seiten. Ab 1963 enthielt das Blatt erstmals Bilder und ab 1964 ein dezidiertes Titelbild.
Dank Zuwendungen der Stiftung zur Förderung der Philatelie und Postgeschichte (Sitz: Frankfurt am Main) ist ab Oktober 1967 eine 24-seitige Beilage Philatelie und Postgeschichte Teil der Zeitschrift. Bis 1973 stieg die Auflage auf 61.000 Exemplare, 1979 lag sie bei 64.000 Exemplaren. Aufgrund des starken Mitgliederrückgangs im BDPh sank die Auflage und lag im Jahr 2015 bei 38.000, im September 2021 bei 24.700 und im September 2024 bei 19.350 Exemplaren.
Anfang 1975 wurde die Zeitschrift in philatelie umbenannt, ab 1980 erschien sie jeden zweiten Monat, ab 1993 zehnmal im Jahr und im neuen DIN-A4-Format. Der Umfang steigerte sich bis 1997 von 64 auf 80 Seiten, seit 2001 wird die Zeitschrift monatlich publiziert. Seit Dezember 2014 ist die jeweils aktuelle Ausgabe auch online verfügbar.

## Digitalisat
Anfang 2013 erschienen erstmals alle Ausgaben von 1949 bis 2012 in digitalisierter Form als durchsuchbare PDF-Dateien auf einem USB-Stick. Die Digitalisat-Sammlung wird jährlich erweitert.

## Redakteure
- Anneliese Peucker [später: Münzberg] (1958–1961)[8]
- Pierre Séguy (1961–1964)[9]
- Werner Münzberg (1964–1969)[10]
- Günther Welter (1969–1979)[11]
- Wolf J. Pelikan (1979–1989)[12]
- Wolfgang Maassen (1989–2016)[13][14]
- Udo Angerstein (seit 2017)[15][16]